# Moteur-fusée SEPR
Les moteurs-fusées SEPR sont des systèmes de propulsion auxiliaires de conception française, employés sur des chasseurs et prototypes français depuis les années 1950 et jusqu'au milieu des années 1970.

## Historique
Conçus par la Société d'Étude de la Propulsion par Réaction (S.E.P.R.) fondée en 1944 après la libération de la France, ces systèmes ont été utilisés pour la première fois au cours des années 1950 pour permettre à certains appareils expérimentaux de battre des records de vitesse, d'altitude, ou pour explorer de nouveaux domaines de vol. Il est à rappeler qu'à cette époque très peu d'avions européens étaient capables d'atteindre Mach 1, et encore moins nombreux étaient ceux qui pouvaient atteindre Mach 2,0.
Ce système a également été employé par des chasseurs, les Mirages III, pour leur permettre d'atteindre Mach 1,8 en palier ou pour gagner rapidement de l'altitude. La fabrication en série de ces systèmes fut confiée à Hispano-Suiza et plus de 100 exemplaires furent produits en 1962,.

## Caractéristiques
Les systèmes SEPR étaient des moteurs-fusées à ergols liquides, qui brûlaient pendant quelques poignées de secondes un mélange généralement constitué d'acide nitrique et d'alcool (TX-II Furaline) ou de pétrole,. Ils existaient en versions à une, deux, trois ou quatre chambres de combustion, pour une poussée totale pouvant dépasser les 5 tonnes (50 kN) par moteur.
Les chasseurs supersoniques Trident devaient être équipés, pour leur propulsion dans les hautes-vitesses, d'un moteur SEPR à quatre chambres, dont la poussée totale dépassait les 5 tonnes (50 kN).

### Sur les Mirage III

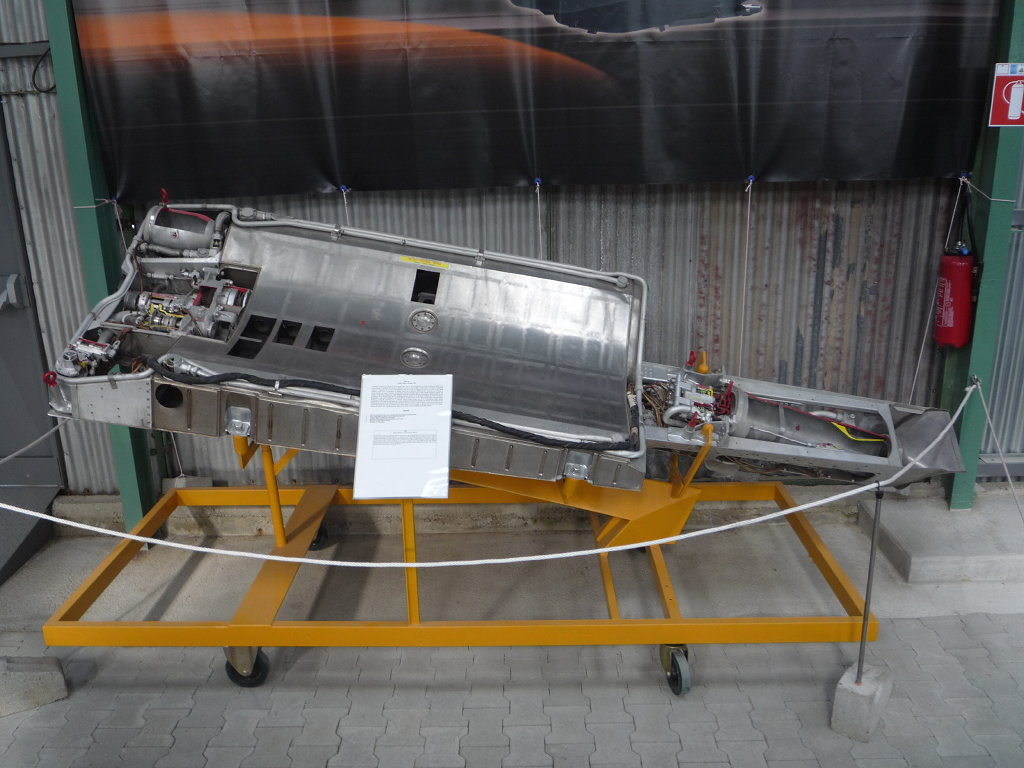
Un système SEPR 841, équipant le Mirage IIIC.

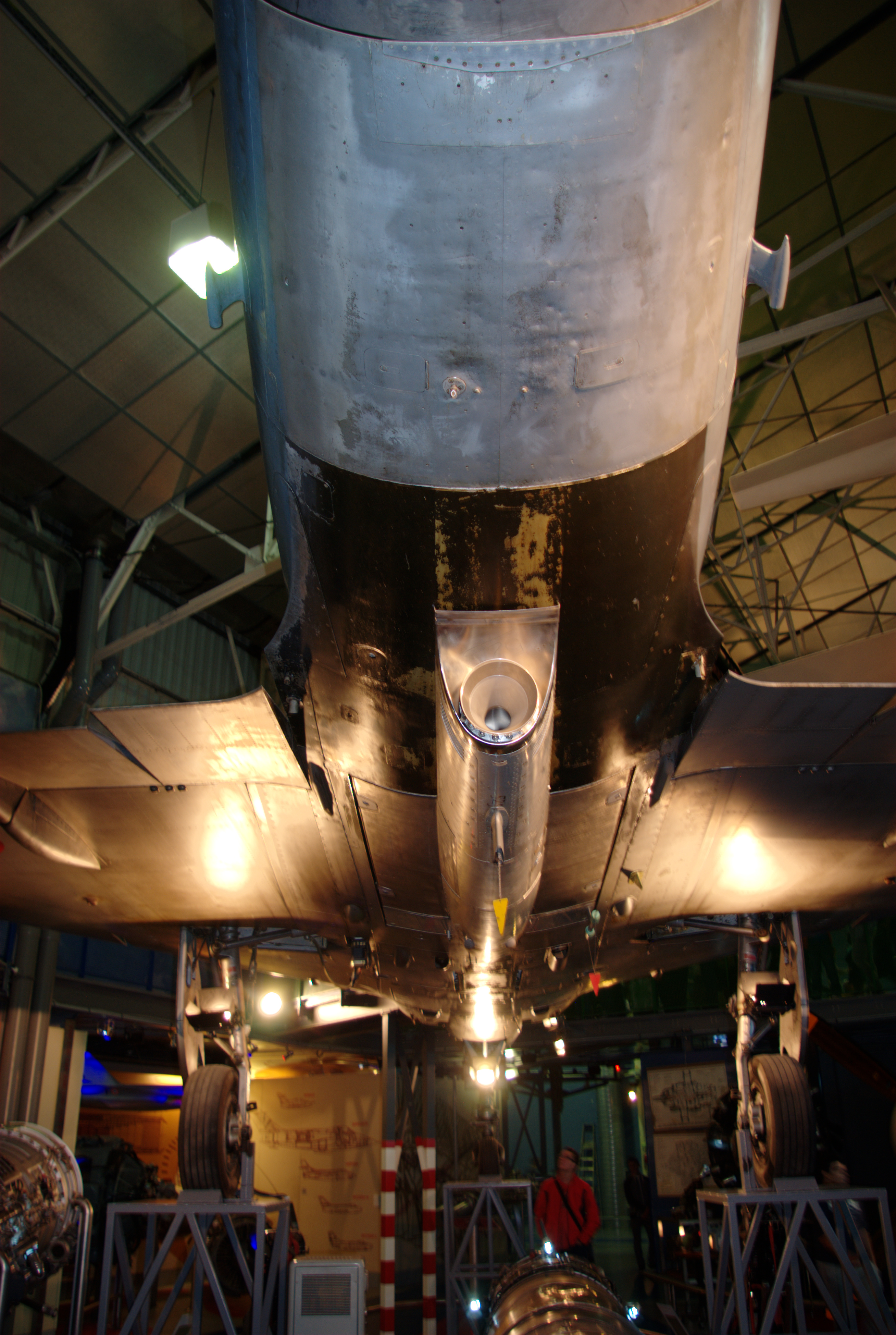
Un système SEPR 841 monté sur un Mirage III du Musée aéronautique et spatial Safran.

Le système employé sur les Mirage III était le SEPR 84, divisé en deux versions. Il était doté d'une seule chambre de combustion, de type régénérative et refroidie. La poussée produite pouvait atteindre deux niveaux : 7,34 et 14,99 kN.
Sur les avions Mirage IIIC, le système SEPR 841 était utilisée lors de la montée après le décollage, pour les missions d'interception à haute altitude (plus de 20 000 m).  Installée sous le fuselage à l'arrière de l'avion, elle nécessitait de retirer les canons. Ceux-ci placés à l'avant, étaient remplacés par un réservoir de comburant TX (triéthylamine xélidine). Son utilisation était relativement dangereuse, tant à cause des risques d'explosion ou d'incendie que de la nature hypergolique des combustibles et comburants utilisés (notamment l'acide nitrique), qui s'enflammaient spontanément lorsqu'ils entraient en contact. Si la fusée n'était pas montée, ce qui était généralement le cas, l'avion recevait alors une soute arrière contenant 550 l de carburant. La fusée SEPR 841 fut testée à partir de 1959 sur le deuxième Mirage III de série, avant d'être mise en service fin 1961.
Le modèle SEPR 844, qui avait l'avantage de pouvoir utiliser le même kérosène que le réacteur SNECMA Atar comme combustible, commença à être testé en 1962. Il fut mis en service à partir de 1967, sur les Mirage IIIE. Utilisée pour l'interception à haute altitude jusqu'à une altitude maximum de 67 000 pieds, soit 20 400 m, avec un profil de vol dit « Zoom climb », le pilote était équipé d'une combinaison spéciale dite « stratosphérique » (il ressemblait à un astronaute). Toutes les trois mises à feu, le système était démonté pour vérifications et entretien. Le système ne fut pas retenu pour le Mirage 5.
De manière inhabituelle, la turbopompe alimentant le moteur fusée était actionnée par une source externe, en l'espèce d'une prise de force installée au niveau de la boîte à engrenages accessoires du turboréacteur de l'appareil. Lorsque le moteur tournait à pleine puissance, 93 ch étaient prélevés de celui-ci pour entraîner la turbopompe, à une vitesse de 5 070 tr/min. Comme le mélange était hypergolique, il suffisait simplement d'enclencher ou non l'embrayage de l'arbre de la turbopompe pour faire fonctionner le moteur-fusée ou non.
Il pouvait être théoriquement utilisé plusieurs fois en vol, mais l'autonomie limitée à 80 secondes du système ne permettait généralement pas ce genre de choses aux pilotes ou seulement deux fois.
Afin de maintenir l'équilibre de l'avion alors que le carburant était consommé, la fusée disposait de deux réservoirs séparés. Le premier, qui contenait 310 litres d'acide nitrique, était directement placé devant le moteur-fusée, alors que le deuxième, contenant 150 litres de TX2 (Furaline), était situé juste derrière le cockpit, remplaçant les casiers à munitions des canons. Lorsque l'appareil était configuré pour de l'interception à haute-altitude, donc avec le moteur-fusée, il n'emportait que des missiles.
Le système était maintenu par seulement six boulons et pouvait être retiré de l'avion en seulement vingt minutes. Le remplissage du carburant était facile, mais le remplissage de l'acide était lui bien plus risqué, et cette opération était menée à distance des autres avions, et avec un système en circuit fermé fonctionnant dans une zone exempte de tout dépôt ou trace de carburant au sol.

## Versions
- SEPR 65 ! Version utilisé par les prototypes du SNCASE SE.212 Durandal ;
- SEPR 66 : Version de 4,7 kN de poussée, utilisée sur deux prototypes du Mystère IV B[7] et le prototype du Mirage III ;
- SEPR 481 : Ce moteur a équipé le Trident I, qui s'est écrasé en septembre 1953 lors de son premier vol. Il était doté de trois chambres, chacune produisant une poussée de 12,25 kN ;
- SEPR 631 : Ce moteur a équipé le Trident II, qui a volé pour la première fois en décembre 1955. Il était doté de deux chambres et chacune pouvait être allumée séparément, afin de mieux contrôler la poussée produite ;
- SEPR 841 : Ce moteur ne possédait qu'une chambre et servait de propulseur d'appoint pour les Mirages IIIC. Sa poussée était d'environ 15 kN pendant 80 secondes. Il entra en service en 1961 ;
- SEPR 844 : Version pouvant employer le même carburant que le moteur de l'avion, mise en service sur le Mirage IIIE en 1967 ;
- SEPR S.178 : Moteur-fusée fonctionnant au nitrate d'isopropyle d’une poussée unitaire de 126 kg pour le projet de véhicule Aérospatiale SA-610 Ludion.

## Applications
- Dassault Mirage III
- SO.9000 Trident I
- SO.9050 Trident II